# Дрімлюга гаїтянський
Дрімлюга гаїтянський (Antrostomus ekmani) — вид дрімлюгоподібних птахів родини дрімлюгових (Caprimulgidae). Ендемік острова Гаїті. Вид названий на честь шведського ботаніка і натураліста Еріка Леонарда Екмана.

## Поширення і екологія
Гаїтянські дрімлюги мешкають переважно на сході острова, в Домініканській Республіці, локально також на заході в Гаїті. Вони живуть у вологих рівнинних і гірських тропічних лісах, зустрічаються на висоті до 1825 м над рівнем моря. Ведуть присмерковий і нічний спосіб життя. Живляться комахами, яких ловлять в польоті. Сезон розмноження триває з квітня по липень. Відкладають яйця просто на землю. В кладці 2 яйця, насижують і самиці, і самці.